# Kilmichael Glassary Cup And Ring Marks

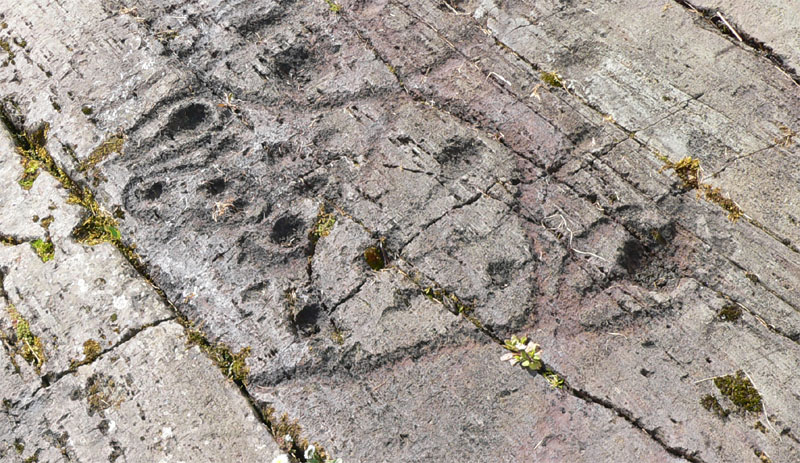
Op sleutel gelijkende ringen en ovale kervingen

De Kilmichael Glassary Cup And Ring Marks zijn rotskervingen uit de bronstijd, gelegen in Kilmichael Glassary in Kilmartin Glen in de Schotse regio Argyll and Bute.

## Beschrijving
De Kilmichael Glassary Cup And Ring Marks dateren van 1800-1000 v. Chr. Een cup mark is een putje in de steen; een ring mark is een uitgehakte cirkel. De rotsen met een oppervlakte van 7,6 meter bij 3 meter, zijn versierd met zowel cup marks en cup and ring marks, zo'n 150 in totaal. Bijzonder zijn vier cups met ringen die lijken op een sleutel en drie grote ovale kervingen.
Alle kervingen zijn aangebracht met een stenen hamer.

## Beheer
De Kilmichael Glassary Cup and Ring Marks worden beheerd door Historic Environment Scotland. De rotsen bevinden zich in een wei nabij het schoolhuis van Kilmichael Glassary en zijn vrij toegankelijk. Andere rotskervingen in de buurt zijn onder andere de Cairnbaan Cup And Ring Marks en de Baluachraig Cup and Ring Marks.